# Pitcairnia goudae
Pitcairnia goudae là một loài thực vật có hoa trong họ Bromeliaceae. Loài này được Manzan. & W.Till mô tả khoa học đầu tiên năm 2005.